# Dème de Prosotsáni
Le dème de Prosotsáni (grec moderne : Δήμος Προσοτσάνης) est un dème situé dans la périphérie de Macédoine-Orientale-et-Thrace en Grèce. Le dème actuel est issu de la fusion en 2011, dans le cadre du programme Kallikratis, entre les dèmes de Prosotsáni et de Sitagrí.
Selon le recensement de 2021, la population du dème compte 10 739 habitants.